# Studio !K7
Studio !K7, aussi appelé !K7 Records, est un label discographique allemand de musique électronique, basé à Berlin. Fondé en 1985, il est connu pour la publication des compilations de la série DJ-Kicks.

## Histoire
Le label est fondé en 1985 à Berlin comme société de production de vidéo clips, notamment pour Nick Cave ou Mudhoney. Le nom du label est une contraction de Kaiserdamm 7, l'adresse des premiers locaux du label à Berlin. En 1995, il initie la série des compilations DJ-Kicks, dont le cinquantième volume est publié en 2015 et est considéré comme l'un des plus influents labels indépendants au monde.
Le label a toujours entretenu un lien étroit avec Détroit, ville pionnière de la techno, et il regroupe ainsi au sein du catalogue du label !K7 des groupes et artistes comme Kelli Hand ou Terrence Parker, aux côtés d'artistes du monde entier (Nicolette Okoh, Nick Holder, Herbert, A Guy Called Gerald, Swayzak, Funkstörung, Terranova, The Herbaliser...).
Studio !K7 a également développé une collaboration étroite avec G-Stone Recordings, le label de Kruder und Dorfmeister, Tosca et Peace Orchestra, dont les publications ont ainsi connu un grand succès.

## Groupes et artistes
Ils comprennent : A Guy Called Gerald, John Acquaviva, The Beginning of the End (en), Mykki Blanco , Boozoo Bajou (de), Bochum Welt, Brandt Brauer Frick, Circlesquare, Erol Alkan, Digitalism, Chris de Luca, Sean Deason (en), Benjamin Diamond, Vikter Duplaix, Michael Fakesch, Fehlfarben, Five Deez, Funkstörung, Ghost Cauldron, The Glimmers, The Herbaliser, Herbert, Beth Hirsch, Nick Holder, Interstellar, K-Hand, Khao, Koop, Kruder und Dorfmeister, Mike Ladd, Life Force, Miriam Makeba, Milosh, Nicolette (en), Out Hud, Erlend Øye, Terrence Parker, Peace Orchestra, Playgroup, Princess Superstar, Stacey Pullen, Quiet Village, Rae and Christian, Ursula Rucker, Patrice Rushen, Henrik Schwarz, Ian Simmonds, James Sims, Shantel, Dani Siciliano, Smith and Mighty, Spacek, Stateless, Stereotyp, Swayzak, Terranova, Tosca, Tricky, Trüby Trio, Gez Varley, Goose, Voom:Voom, Wamdue Kids, When Saints Go Machine, et Earl Zinger.